# Margarete Steiff

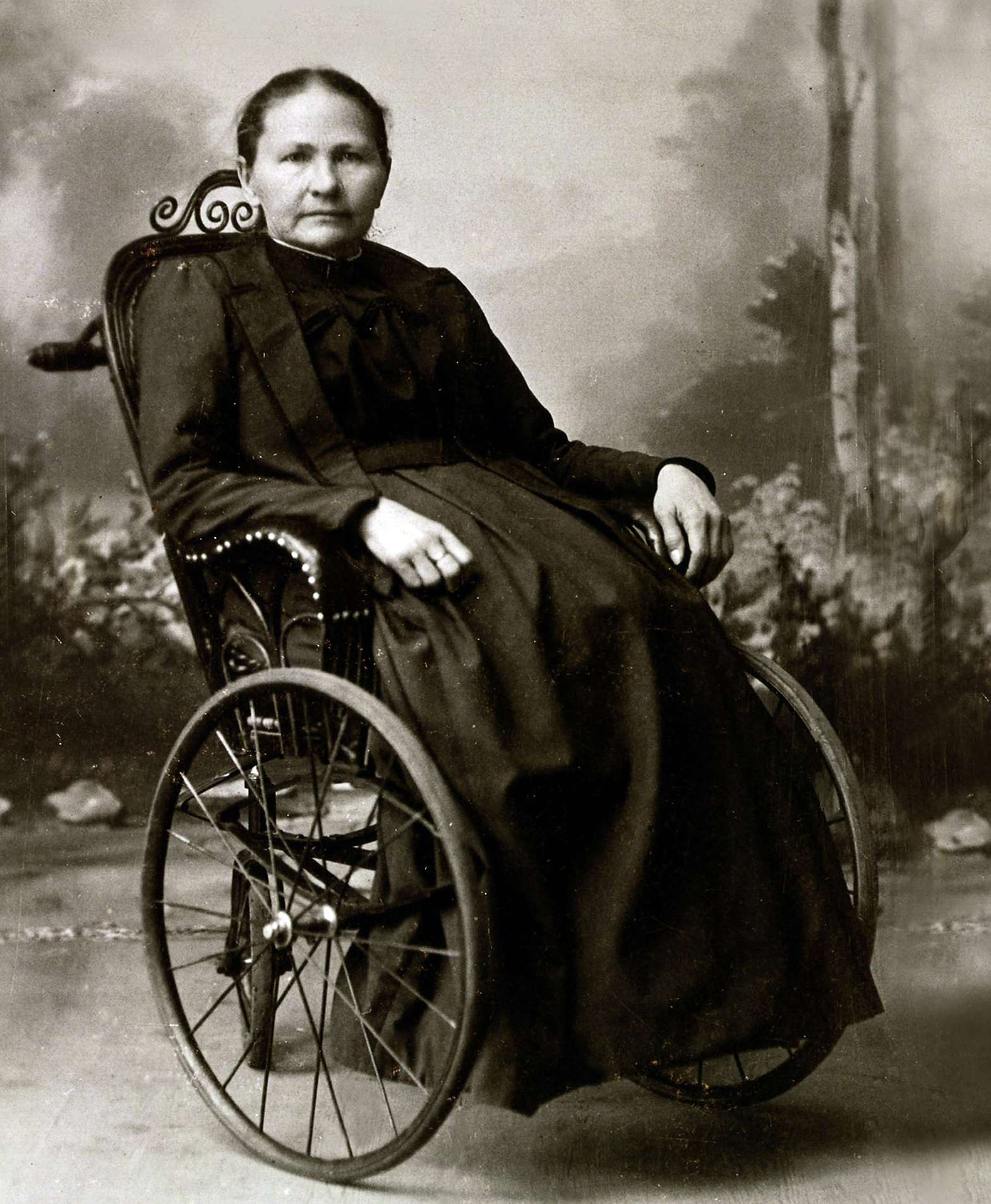
Margarete Steiff

Apollonia Margarete Steiff (* 24. Juli 1847 in Giengen an der Brenz; † 9. Mai 1909 ebenda) war die Gründerin der gleichnamigen Spielwarenfabrik Steiff.

## Leben

### Jugend

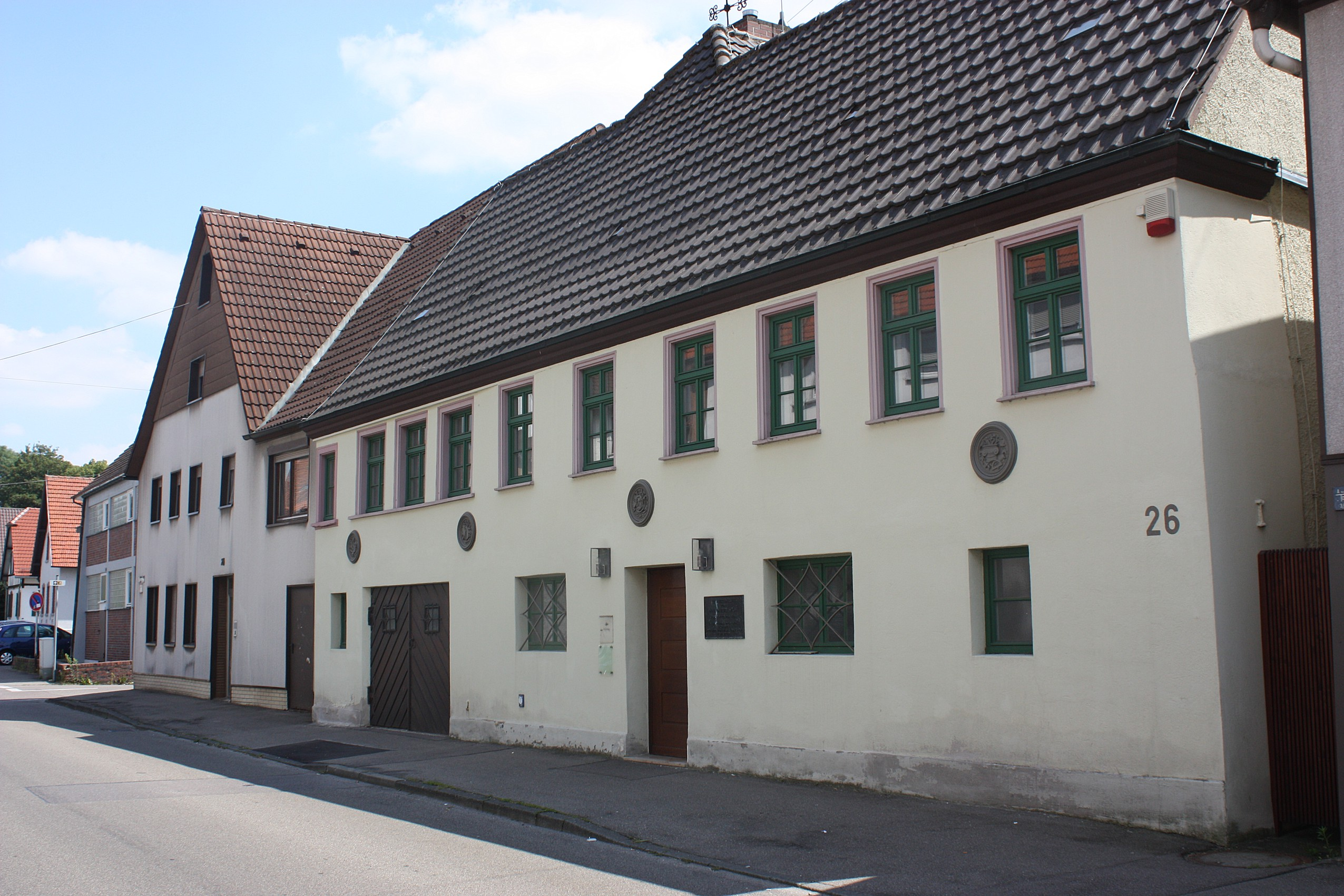
Geburtshaus in der Lederstraße 26

Margarete Steiff wurde als drittes von vier Kindern der Eheleute Friedrich (1816–1894) und Maria Margarete Steiff (geb. Hähnle, verw. Wulz, 1815–1889) im schwäbischen Giengen geboren. Im Alter von 18 Monaten erkrankte sie an schwerem Fieber und war danach teilweise gelähmt; später wurde bei ihr Kinderlähmung diagnostiziert. Die Krankheit verhinderte nicht, dass sich Margarete Steiff zu einem fröhlichen Kind mit überdurchschnittlichen Noten und großem Organisationstalent entwickelte. Immer wenn es ihre Zeit erlaubte, spielte Margarete mit den Kindern im Ort. Auch betreute sie die Kinder von Müttern, die arbeiten mussten.
Von ihren Eltern wurde sie recht streng erzogen, deshalb lebte sie auch im Sommer 1856 auf, während sie bei der Familie von August Hermann Werner, dem Gründer der Wernerschen Klinik, wohnte. Nach einer Operation an ihren Beinen, die aber keine Besserung brachte, kam Margarete zur Kur nach Bad Wildbad. Sie empfand die Kur als Genuss, obwohl sie durch den Aufenthalt in Ludwigsburg und Wildbad mehrere Monate lang von ihrer Familie getrennt war. Ihren Wunsch, die Nähschule zu besuchen, setzte sie gegen den Willen der Eltern durch. Auf Grund ihrer Lähmung hatte sie zwar Schwierigkeiten, wurde aber bald eine gute Schneiderin.

### Unternehmensgründung

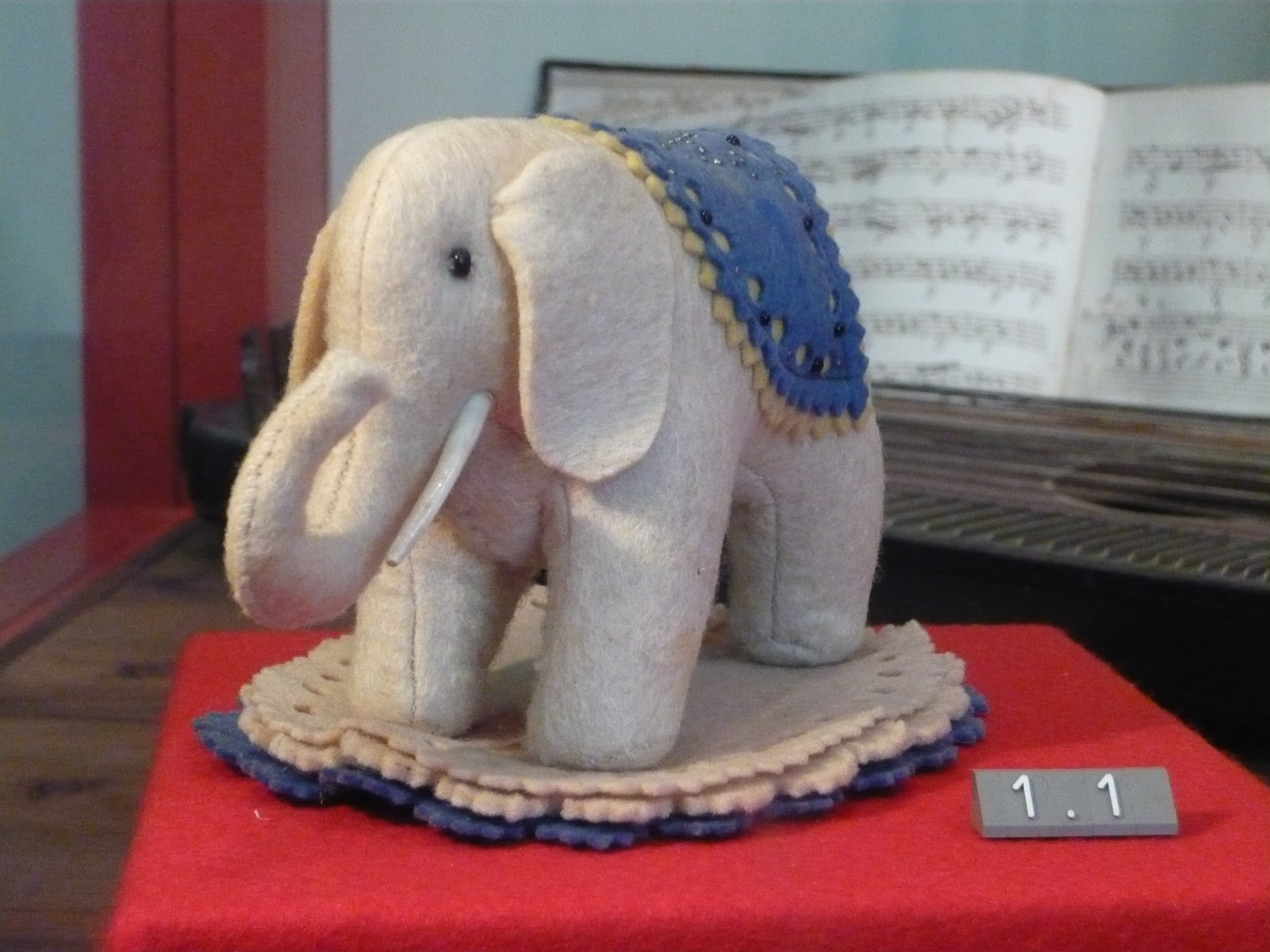
Das Nadelkissen „Elefäntle“

1874 baute ihr Vater das Wohnhaus in der Ledergasse um und richtete eine Schneiderei ein. Margarete und ihre Schwester hatten bald viele Aufträge und konnten sich als erste im Ort eine eigene Nähmaschine kaufen. Margarete bediente diese von der Rückseite, da die Vorderseite aus dem Rollstuhl nicht zugänglich war, und wurde schnell sehr produktiv. 1877 eröffnete sie auf Anraten ihres angeheirateten Vetters Wilhelm Adolf Glatz ein Filzgeschäft. Aus dem Laden entwickelte sich ein kleines Unternehmen mit mehreren fest angestellten Näherinnen.
1879 entdeckte Margarete Steiff in einer Modezeitschrift das Schnittmuster eines Elefanten und fertigte mit ihren Näherinnen zwei Säcke voll mit Nadelkissen in dieser Form für den Heidenheimer Markt an. Die „Elefäntle“ waren ein voller Erfolg, sodass daraufhin auch andere Tiere entworfen und produziert wurden. Kaufte Margarete für die Tiere 1886 noch für 1460 Mark Filz ein, war es vier Jahre später bereits ein Posten für 5070 Mark. 1892 erschien der erste illustrierte Steiff-Katalog. Neben Elefanten gehörten auch zahlreiche andere Tiere wie Hunde, Katzen und Pferde zum Sortiment. Im Katalog befand sich auch das Motto Margaretes: „Für Kinder ist nur das Beste gut genug“. 1893 stieg der Umsatz der Spielwaren auf 16.000 Mark über den der Filzwaren. 1901 wurde das Spielzeug bis in die USA exportiert, der Umsatz belief sich auf über 180.000 Mark.

### Firmenübergabe und letzte Lebensjahre

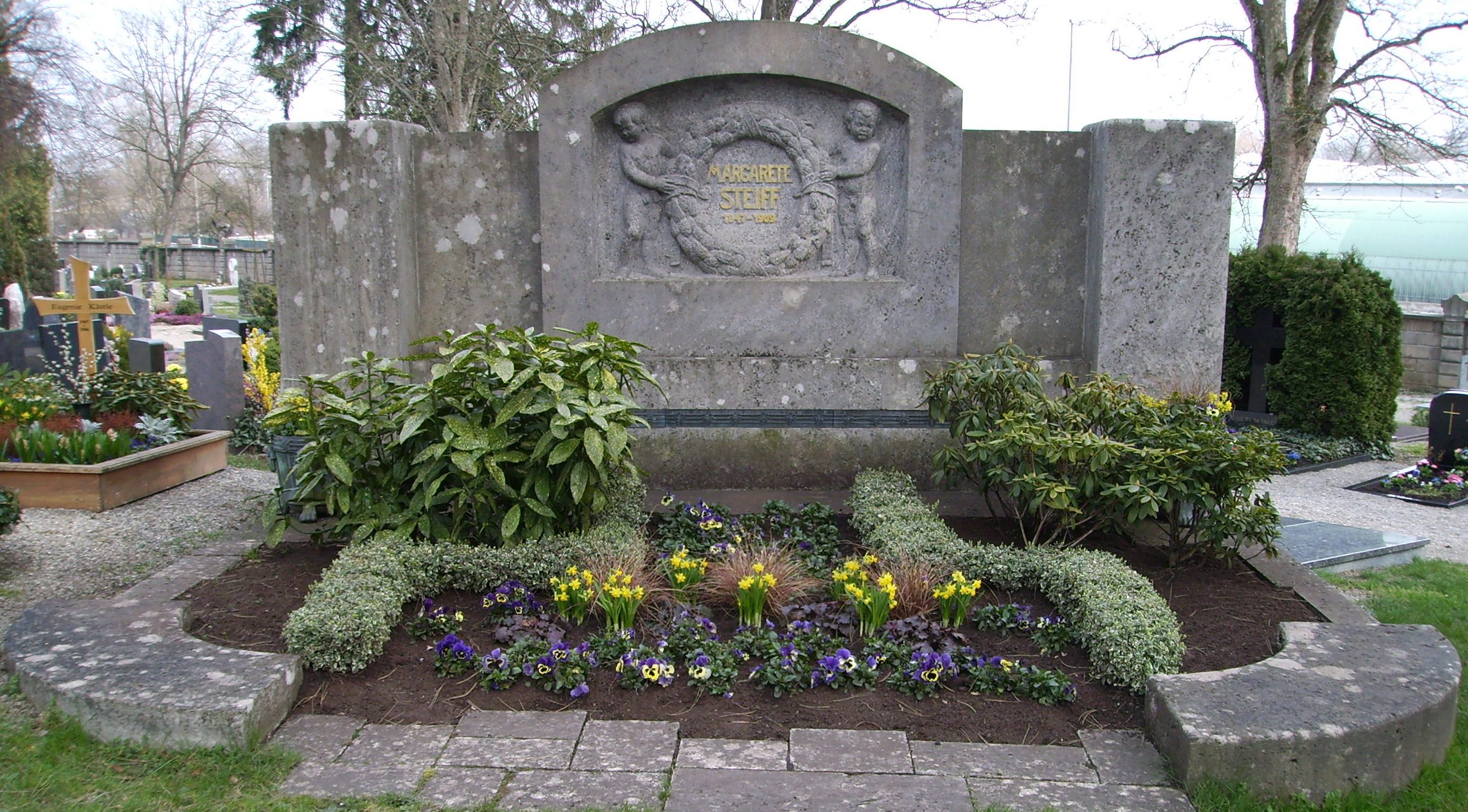
Grab auf dem Friedhof in Giengen

Nachdem 1880 die Margarete Steiff GmbH ins Leben gerufen wurde, ging die Geschäftsführung an ihre fünf Neffen Richard, Paul, Franz, Hugo und Otto über, die von 1897 bis 1906 eingestellt wurden. Der von ihr besonders geliebte und kreative Neffe Richard Steiff entwickelte ab 1902 den Plüschbären 55 PB mit beweglichen Armen und Beinen. Anfänglich verlief der Verkauf spärlich, erst zum Ende der Leipziger Spielwarenmesse, auf der er als Neuheit vorgestellt wurde, wurden von einem Amerikaner 3000 Exemplare gekauft. In den USA wurde er als Teddybär zum Verkaufsschlager und zum Aushängeschild der deutschen Firma. Bis 1907 stieg die Zahl der genähten Teddybären auf 973.999. Außerdem stellten die 400 Mitarbeiter und 1800 Heimarbeiter insgesamt ungefähr 1.700.000 Spielartikel her. Am 9. Mai 1909 starb Margarete Steiff im Alter von 61 Jahren an den Folgen einer Lungenentzündung.

## Hinterlassenschaft

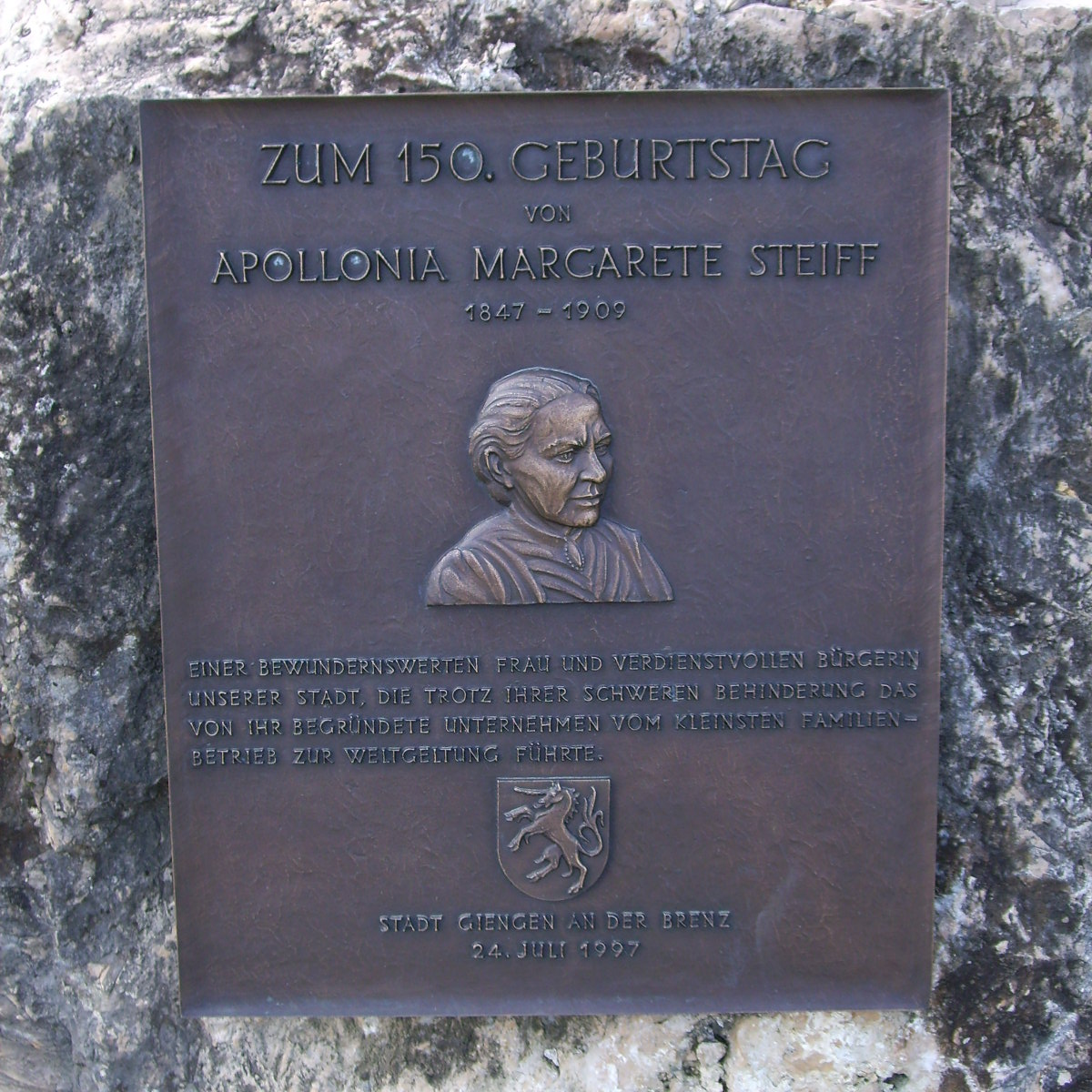
Gedenkstein vor dem Firmengelände

- In der „Welt von Steiff“ werden Besuchern die Geschichte des Teddybären und die Firmengeschichte gezeigt.
- Die Fabrikhallen, im Volksmund „Jungfrauenaquarium“ genannt, setzten neue Akzente in der Architekturgeschichte.

## Ehrungen
- In Giengen wurde das dortige Gymnasium nach Margarete Steiff benannt.
- In Stuttgart gibt es das sonderpädagogische Bildungs- und Beratungszentrum Margarete-Steiff-Schule.[3]
- Einer der ersten neuen Intercity-Express-Züge (ICE 4) wurde Ende Oktober 2017 nach Margarete Steiff benannt.[4]
- Die baden-württembergische Landtagspräsidentin Muhterem Aras hat einen der vier Säle im Bürger- und Medienzentrum des baden-württembergischen Landtags nach ihr benennen lassen.[5][6]
- Nach Margarte Steiff benannte Straßen gibt es unter anderem in Ulm, Leimen, Herrenberg, Lauda-Königshofen, Essingen, Markgröningen, Holzgerlingen, Giengen an der Brenz, Rutesheim, Schwaikheim, Aichtal, Bönnigheim, Meckenbeuren, Kirchheim am Neckar, Frankfurt am Main, Untermünkheim, Beilstein, Neuhausen ob Eck, Salach und Löchgau.

## Filmische und literarische Rezeption
- Die Filmbiografie Margarete Steiff (2005) mit Heike Makatsch in der Titelrolle und mit der Regie von Xaver Schwarzenberger schildert das Leben der Unternehmerin bis zu ihren ersten geschäftlichen Erfolgen.
- Der biografische Roman Margarete Steiff: „Ich gebe, was ich kann“ von Ulrike Halbe-Bauer (Brunnen, Gießen 2007, ISBN 978-3-7655-1965-9) ist eine aus der Sicht Margarete Steiffs erzählte fiktionale Darstellung ihres Lebens.
- Maren Gottschalks Buch Fräulein Steiff (Goldmann Verlag, München 2022, ISBN 978-3-442-31594-9) behandelt ebenfalls Steiffs Leben in Romanform.